# Abakan (stad)
Abakan (Russisch: Абакан, Chakassisch: Ағбан) is de hoofdstad van de Russische autonome republiek Chakassië in Zuid-Oost-Siberië en het bestuurlijk centrum van het district Oest-Abakanski daarbinnen. De stad is gelegen aan de samenvloeiing van de rivieren Abakan en Jenisej bij het Stuwmeer van Krasnojarsk in het centrale deel van de Minoesinskdepressie op 4218 kilometer ten oosten van Moskou.

## Geschiedenis
De stad werd gesticht in 1675 als de ostrog Abakanski, ook bekend onder de naam Abakansk aan de start van de exploitatie van het Steenkoolbekken van Minoesinsk. In 1870 ontstond hieruit het dorpje (selo) Oest-Abakanskoje ("monding van de Abakan"), dat in 1925 werd hernoemd tot Chakask. In 1929 werd een nieuw stadsdeel gebouwd, dat in 1931 werd samengevoegd met Chakask tot de stad Abakan.
Rond de stad bestonden van 1943 tot 1953 verschillende Goelagkampen, waarvan de dwangarbeiders vooral werden ingezet voor de delving van steenkool en goud, de bouw van een aardolieverwerkend kombinaat en in de houtwinning.

## Economie en transport
De lokale economie bestaat onder andere uit ijzermijnen en houtindustrie. Er bevindt zich een wagonfabriek; Abakanvagonmasj, een hoogoven, fabrieken voor de voedingsmiddelenindustrie en een naaifabriek. Het vormt ook het centrum van het landbouwgebied rond de stad.
De stad heeft spoorverbindingen met Atsjinsk, Novokoeznetsk en Tajsjet via de Abakan-Tajsjetspoorlijn en heeft een eigen luchthaven met de luchtvaartmaatschappij Abakan Avia. Vanuit Abakan loopt de Oesinskitrakt naar de Tuviense hoofdstad Kyzyl.

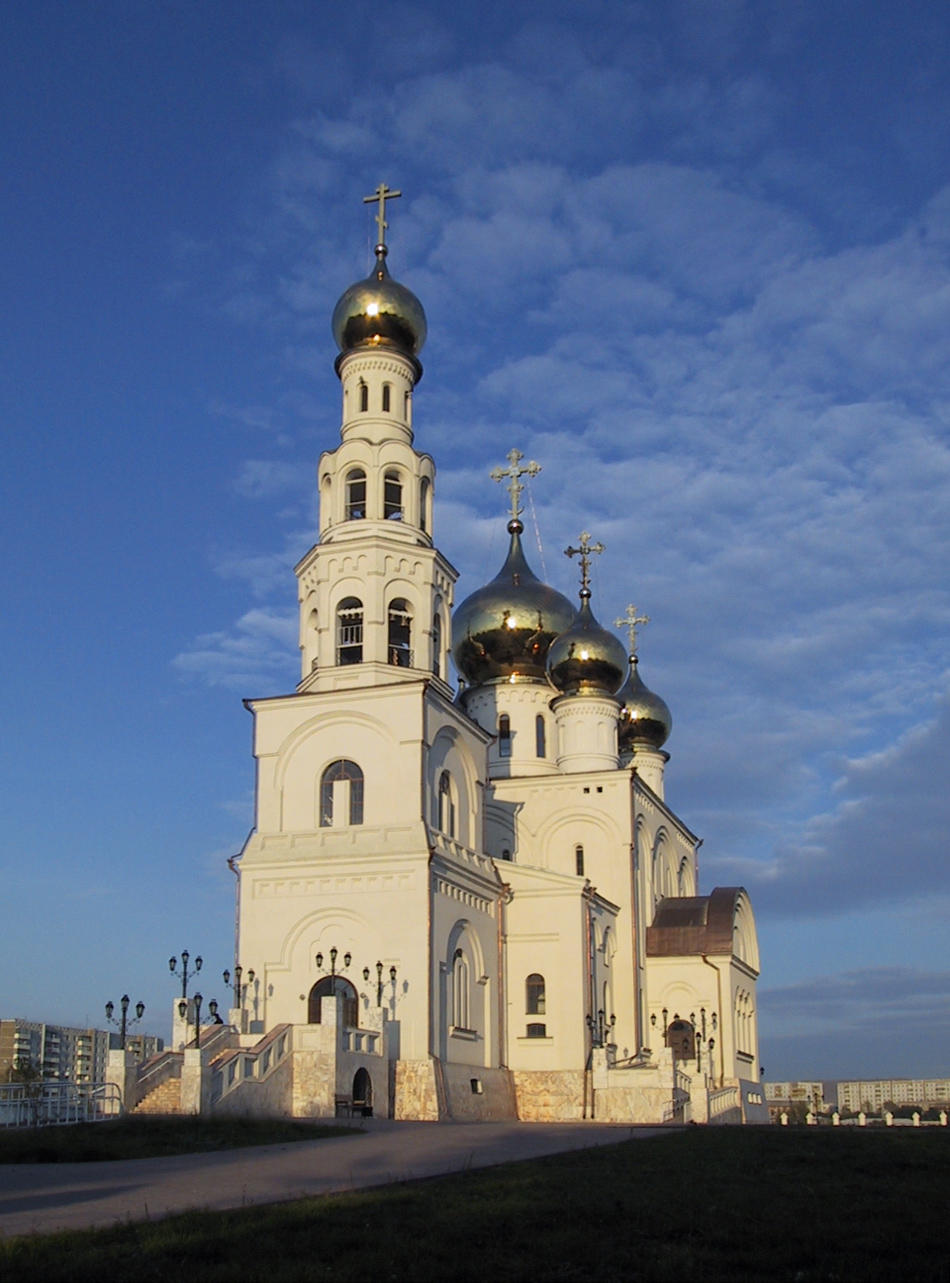
Transfiguratiekathedraal (Abakan)

## Stadsbeeld
Abakan is het culturele, wetenschappelijke en industriële centrum van Chakassië, hetgeen onder andere terug te zien valt in de vele onderwijsinstellingen en het feit dat zich er onder andere een dierentuin, tv-station, 3 dramatheaters en een poppentheater, een expositiehal en een arboretum bevinden. Een derde deel van de stad bestaat uit tuinen, pleinen en brede wegen. In het oude stadsdeel ligt nog een gedeelte van het dorpje Oest-Abakanskoje.

## Onderwijs
In de stad staan onder andere de Universiteit van Chakassië, het Chakassische zakeninstituut en een technologisch instituut, dat onderdeel is van de Staatsuniversiteit van Krasnojarsk.

## Demografie
| 1939   | 1959   | 1970   | 1979    | 1989    | 2002    |
| ------ | ------ | ------ | ------- | ------- | ------- |
| 36.100 | 56.000 | 90.000 | 128.300 | 154.092 | 165.197 |